# Bondivann (przystanek kolejowy)
Gullhella – stacja kolejowa w Gullhella, w regionie Akershus w Norwegii, jest oddalony od Oslo Sentralstasjon o 25,43 km. Na linii od 1973 r., po oddaniu do użytku tunelu Lieråsen.

## Ruch pasażerski
Należy do linii Spikkestadlinjen. Jest elementem - kolei aglomeracyjnej w Oslo - w systemie SKM ma numer 550. Obsługuje lokalny ruch między Spikkestad, Oslo i Moss. Pociągi odjeżdżają co pół godziny w szczycie i co godzinę poza szczytem. 

## Obsługa pasażerów
Wiata. Odprawa podróżnych odbywa się w pociągu.